# Вишерка
Ви́шерка — река в Чердынском районе Пермского края России, правый приток Колвы.

## Описание
Вытекает из озера Чусовское, течёт по северу края и впадает в Колву в 124 км от её устья. Высота истока — 127,3 м над уровнем моря, высота устья — 122,1 м над уровнем моря. Длина — 75 км, площадь водосборного бассейна — 3230 км², средняя высота водосбора — 180 м. Ширина — около 32 м.

## Данные водного реестра
По данным государственного водного реестра России относится к Камскому бассейновому округу, водохозяйственный участок реки — Кама от водомерного поста у села Бондюг до города Березники, речной подбассейн реки — бассейны притоков Камы до впадения Белой. Речной бассейн реки — Кама.
Код объекта в государственном водном реестре — 10010100212111100006260.

## Притоки
(расстояние от устья)
- 11 км: река Большой Ручей (лв)
- 17 км: река Волим (лв)
- 59 км: река Щугор (пр)
- 75 км: река Ларевка (лв)